# Гиттия
Гиттия (шв. gyttja, букв. иловая грязь; gyttia) – озёрно-болотные или лагунные разуплотнённые отложения, содержащий 20–50% органического вещества (остатков растений, планктона, панцирей и др.). Для гиттии характерна повышенная концентрация оксидов железа. Развита в эвтрофных водоёмах. В отличие от сапропеля, гиттия погребена под другими отложениями. Вид озёрных четвертичных отложений.

## Классификация
- Глинистая гиттия
- Мелкодетритовая гиттия[3]
- Крупнодетритовая гиттия